# مذكرة موسكو 1997

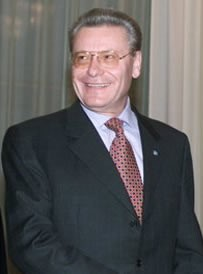

مذكرة موسكو عام 1997 هي اتفاقية تحكم العلاقات بين مولدوفا وترانسنيستريا.
يعد العنوان الرسمي الكامل للوثيقة هو مذكرة على مبادئ تطبيع العلاقات بين جمهوريتي مولدوفا وترانسنيستريا.
تعود أهمية المذكرة التاريخية لحاجة تيراسبول وتشيشناو لتطبيع العلاقة بعد حرب ترانسنيستريا 1992.
تم توقيع المذكرة في موسكو في شهر مايو عام 1997 من الرئيس الملدوفي بيترو ليسونشي والرئيس الترانسنيستري ايجور سميرنوف مع وساطة الفدرالية الروسية وأوكرانيا ونيلز هيلفيج بيتيرسين بالنيابة عن مهمة منظمة الأمن والتعاون الأوروبية في مولدوفا.
وفقاً للبند الأخير من المذكرة، يجب أن تتطور العلاقات بين جمهوريتي مولدوفا وترانسنيستريا في إطار دولة مشتركة داخل حدود جمهورية مولدوفا الاشتراكية السوفياتية.
أعرب الاتحاد الروسي وأوكرانيا عن استعدادهما لأن يكونا ضامنين لمراقبة وضع ترانسنيستريا بالإضافة إلى بنود المذكرة.
قررت تيراسبول وتشيشناو الحفاظ على إقامة علاقات قانونية من خلال تنسيق القرارات المتبادلة، خاصةً بما يتعلق بالتخطيط والوفود والأمن المتبادل، ومشاركة ترانسنيستريا في عملية تنفيذ السياسة الخارجية لمولدوفا.
كما أعطت المذكرة ترانسنيستريا الحق في تبني نشاط اقتصادي خارجي بشكل مستقل على الرغم من أن بنود المذكرة فيما بعد تباينت تفسيراتها القانونية والسياسية في تيراسبول وتشيشناو.
أكدت الأطراف من جديد وقف إطلاق النار لعام 1992 وطلبت من روسيا وأوكرانيا ومنظمة الأمن والتعاون في أوروبا مواصلة جهود الوساطة. اتفق الطرفان على أن منطقة دنيستر سيكون لها الحق في إقامة والحفاظ على علاقات دولية في الميادين الثقافية والاقتصادية والعلمية والتقنية.